# Chróstnik (zámek)
Chróstnik (polsky Pałac w Chróstniku, německy Braunitschdorf) je zámek ve stejnojmenné vesnici poblíž města Lubin v Dolním Slezsku. Jedná se o polskou kulturní památku.

## Historie

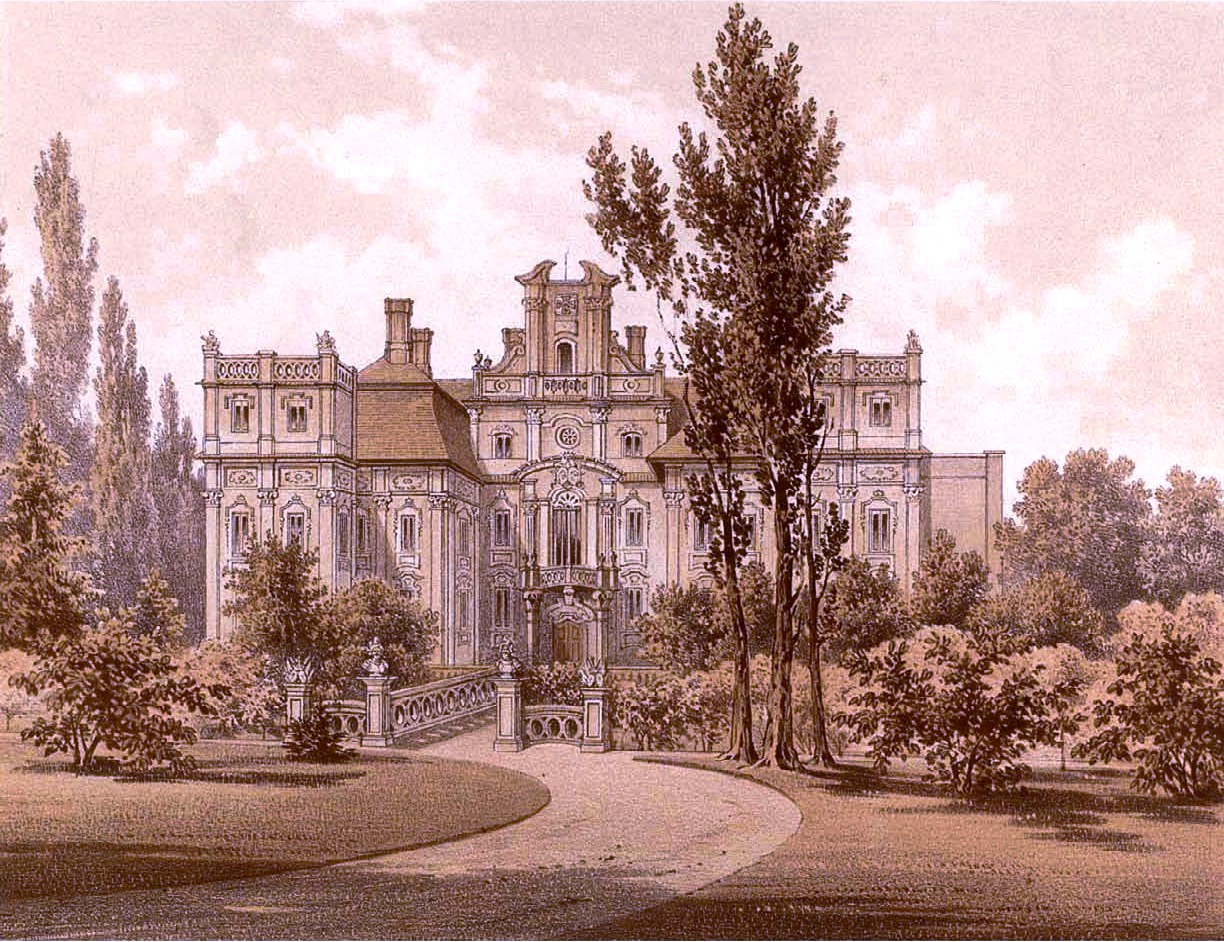
Litografie zámku z 19. století

Zámek nechal postavit Jiří Karl Haugwitz v letech 1723 až 1728 v barokním slohu podle návrhu architekta Martina Frantze. Zámek byl postaven v místech bývalého hradu ze 14. století, z něhož se dochovaly do současnosti zbytky severovýchodní části příkopu. V roce 1905 koupil zámek Rochus von Lüttwitz, který jej nechal v letech 1907–1909 přestavět v novobarokním stylu podle návrhu vratislavského architekta Karla Grossera. K původnímu zámku bylo přistavěno severní křídlo. Na zámku bylo 120 pokojů a dva sály. Interiér se vyznačoval náročnou štukovou výzdobou, bohatě zdobenými parketami, starožitným nábytkem a cennými gobelíny. Idylický dojem zámku dotvářel zámecký park s  vodním kanálem kolem zámku.
Na konci druhé světové války sloužil zámek jako nemocnice Rudé armády, po předání polskému státu pak zde byl v padesátých letech 20. století internát místní zemědělské školy a školící středisko pro kombajnisty. V roce 1951 byl zámek zapsán do rejstříku stavebních památek Dolnoslezského vojvodství. V roce 1976 postihl zámek požár, který jej poničil částečně. V následujícím období se budova zámku stala v důsledku rabování a devastace ruinou. V roce 2009 ho od polského státu koupil podnikatel Dariusz Miłek a následně provedl rekonstrukci a obnovu zámku.

## Architektura

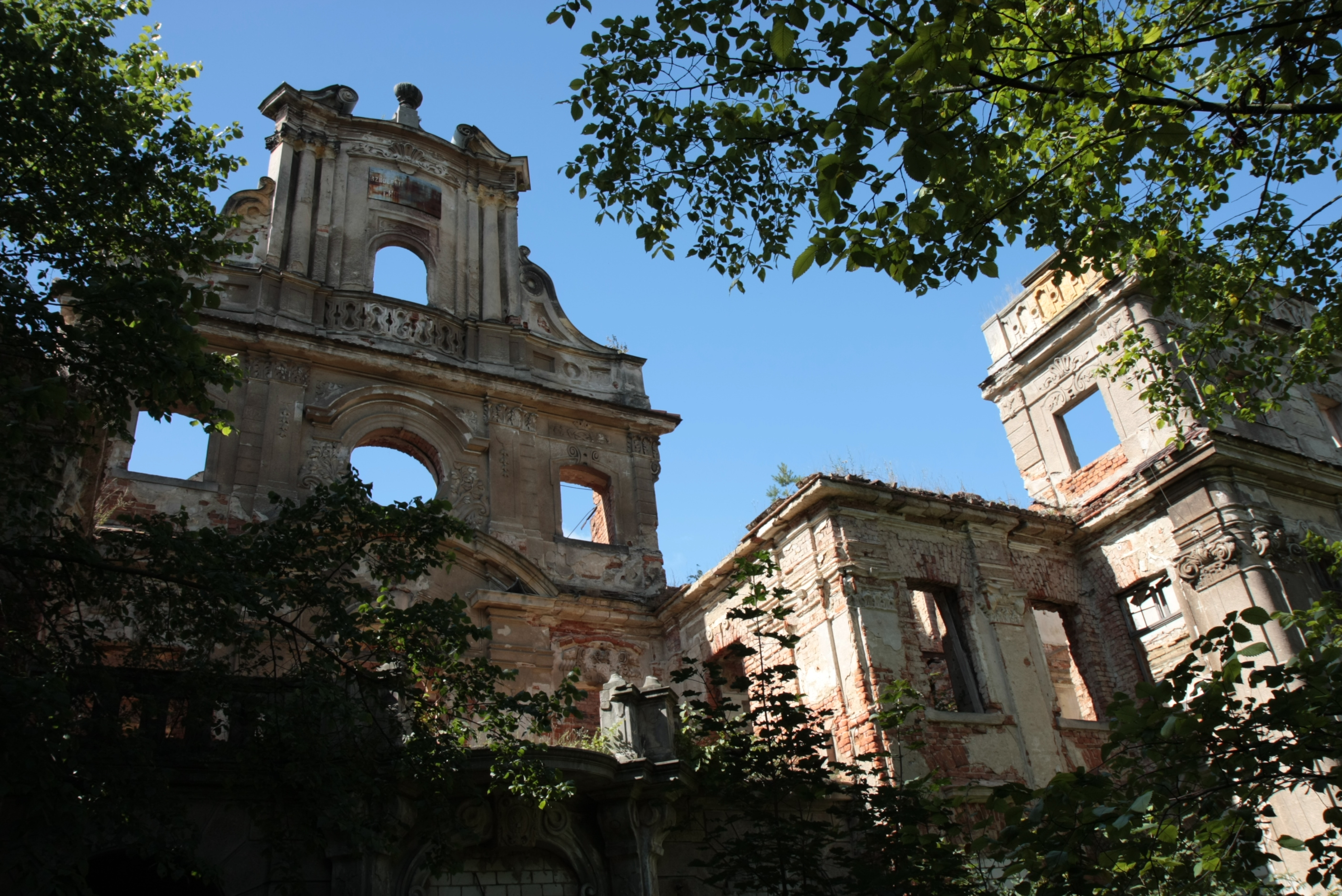
Zřícenina zámku

Zámek byl původně patrovou budovou. V současnosti je dvoupatrový, plně podsklepený a částečně s podkrovím. Přední fasáda je rozdělena na tři části, z nichž střední část je zakončena ozdobným štítem s bočními štíty, které jsou zakončeny vázami. V této střední části fasády je usazena terasa prvního patra. Pod terasou se nachází hlavní vstupní portál, který je orámován širokými pilastry. Vstup na terasu je zakončen velmi bohatě zdobenou erbovní kartuší. Celý zámek se vyznačuje bohatou výzdobou a množstvím architektonických detailů, jako jsou terasová balustráda, pilastry a římsy. Nejzajímavější místností byl v původním zámku reprezentační taneční sál s osmi arkýři a plochým nautickým křížovým stropem, který byl zdoben četnými freskami. 

## Park a okolí zámku
Barokní zahrada vznikla v první polovině 17. století a v 18. století byla upravena. Při rozšíření areálu v 19. století byly zahrady upraveny zahradním architektem Maxem von Schmettau. Rekonstrukce se týkala i parku a okolních hospodářských budov.